# OR2AG2
OR2AG2 (англ. Olfactory receptor family 2 subfamily AG member 2) – білок, який кодується однойменним геном, розташованим у людей на 11-й хромосомі. Довжина поліпептидного ланцюга білка становить 316 амінокислот, а молекулярна маса — 35 270.
| 10         |  | 20         |  | 30         |  | 40         |  | 50         |
| ---------- |  | ---------- |  | ---------- |  | ---------- |  | ---------- |
| MELRNSTLGS |  | GFILVGILND |  | SGSPELLYAT |  | FTILYMLALT |  | SNGLLLLAIT |
| IEARLHMPMY |  | LLLGQLSLMD |  | LLFTSVVTPK |  | ALADFLRREN |  | TISFGGCALQ |
| MFLALTMGSA |  | EDLLLAFMAY |  | DRYVAICHPL |  | KYMTLMSPRV |  | CWIMVATSWI |
| LASLIAIGHT |  | MYTMHLPFCV |  | SWEIRHLLCE |  | IPPLLKLACA |  | DTSRYELIIY |
| VTGVTFLLLP |  | ISAIVASYTL |  | VLFTVLRMPS |  | NEGRKKALVT |  | CSSHLIVVGM |
| FYGAATFMYV |  | LPSSFHSPKQ |  | DNIISVFYTI |  | VTPALNPLIY |  | SLRNKEVMRA |
| LRRVLGKYIL |  | LAHSTL     |  |            |  |            |  |            |

A: Аланін

C: Цистеїн

D: Аспарагінова кислота

E: Глутамінова кислота

F: Фенілаланін

G: Гліцин

H: Гістидин

I: Ізолейцин

K: Лізин

L: Лейцин

M: Метіонін

N: Аспарагін

P: Пролін

Q: Глутамін

R: Аргінін

S: Серин

T: Треонін

V: Валін

W: Триптофан

Кодований геном білок за функціями належить до рецепторів, g-білокспряжених рецепторів, білків внутрішньоклітинного сигналінгу. 
Локалізований у клітинній мембрані.